# Nanningosaurus
Nanningosaurus là một chi khủng long, được Mo Zhao Z. Wang W. & Xu X. mô tả khoa học năm 2007.